# Ардаров Григорій Павлович
Григорій Павлович Арда́ров (рос. Григорий Павлович Ардаров; справжнє прізвище — Богданович; нар. 9 квітня 1888 — пом. 17 лютого 1956, Казань) — російський театральний актор, режисер.

## Біографія
Народився 28 березня [9 квітня] 1888 року. 1907 року закінчив Одеську театральну школу Марії Морської.
Дебютував у 1908 році в антрепризі Миколи Собольщикова-Самаріна в Ростові-на-Дону. Працював у театрах Харкова, Баку, Тбілісі. Упродовж 1920—1924 років — актор і режисер театру «Комедія» в Одесі, Одеського російського драматичного театру; у 1925—1926 роках — організатор і головний режисер «Колективу драми Подільського об'єднання». Працював у Кам'янці-Подільському, Могилеві-Подільському, Проскурові, Вінниці. У 1936—1956 роках — у Казанському драматичному театрі. Помер у Казані 17 лютого 1956 року.

## Тіорчість
зіграв ролі
- Кречинський («Весілля Кречинського» Олександра Сухово-Кобиліна);
- цар Іоан («Смерть Іоана Грозного» Олексія Толстого);
- Сатін («На дні» Максима Горького);
- Арбенін («Маскарад» Михайла Лермонтова);
- Отелло («Отелло» Вільяма Шекспіра);
- Філіп («Дон Карлос» Фрідріха Шиллера);
- Уріель Акоста («Уріель Акоста» Карла Гуцкова);
- Берсенєв («Розлом» Бориса Лавреньова);
- Таланов («Навала» Леоніда Леонова);
- Макферсон («Російське питання» Костянтина Симонова);
- Стессель («Порт-Артур» Олександра Степанова та Івана Попова);
- Георгій Димитров («Лейпциг, 1933», Лева Компанійця і Леоніда Кронфельда).

поставив вистави
- «Професор Полежаєв» («Тривожна старість») Леоніда Рахманова;
- «Ревізор» Миколи Гоголя;
- «Цар Федір Іоаннович» Олексія Толстого;
- «Російський народ» Костянтина Симонова;
- «Дворянське гніздо» за Іваном Тургенєвим.

## Відзнаки
- Народний артист Татарської АРСР з 1939 року[1];
- Заслужений артист РРФСР з 1940 року[1];
- Народний артист РРФСР з 1954 року.